# Seria Worldwar
Seria Worldwar/Războiul Mondial (Worldwar series) este numele dat de către fani a unei serii de opt cărți de istorie alternativă de Harry Turtledove. Primele patru fac parte din tetralogia omonimă. Seria a fost nominalizată la Premiul Sidewise pentru Istorie Alternativă în  1996.

## Privire generală
Cărțile seriei sunt:
- Worldwar: In the Balance (1994)[4][5]
- Worldwar: Tilting the Balance (1995)
- Worldwar: Upsetting the Balance (1996)
- Worldwar: Striking the Balance (1996)
- Colonization: Second Contact (1999)
- Colonization: Down to Earth (2000)
- Colonization: Aftershocks (2001)
- Homeward Bound (2004)

## Punctul de divergență
Punctul de divergență are loc în 1941-1942, în timp ce Pământul este sfâșiat de al Doilea Război Mondial. O flotă extraterestră sosește pentru a cuceri planeta, forțând națiunile aflate în război să facă alianțe neplăcute împotriva invadatorilor. Între timp, extratereștrii, care se referă la ei înșiși ca The Race (Rasa), descoperă că inamicul lor (omenirea) este mult mai feroce și mai avansat tehnologic decât se aștepta.

## Rasa
Rasa, o rasă de reptilieni, a făcut un zbor spațial în anabioză timp de 20 de ani tereștri. Au plecat de pe planeta Tau Ceti II, aceasta este aflată la cca. 11 ani-lumină ceea ce înseamnă că navele Rasei se deplasează cu cca. jumătate din viteza luminii. Rasa se referă la planeta noastă Pământ ca Tosev 3.
Un an pe Acasă, planeta natală a Rasei (unde este foarte cald și nu există apă solidă), durează cca. doi ani tereștri. Rasa nu crede că o civilizație poate evolua foarte multe în 800 de revoluții/1600 de ani tereștri. Istoria Rasei este veche de peste o sută de mii de ani; dinastia Ssumaz a condus aproape jumătate din acea perioadă, de când au fost elaborate tehnici pentru a-și asigura moștenitorii masculi. Sub conducerea împăraților Ssumaz, Rasa a cucerit Rabotev 2 în urmă cu douăzeci și opt de mii de ani și a pus mâna pe Halless 1 optsprezece mii de ani după aceea.

## Teme literare
Turtledove abordează scenariul științifico-fantastic al romanelor seriei Worldwar concentrându-se mai puțin pe elementele tehnologice și fantastice care sunt de obicei asociate cu genul. În schimb, el arată mai multă preocupare pentru rolul unor lucruri mai banale, cum ar fi repercusiunile politice ale unei alianțe între puterile aliate și cele ale Axei, impactul pe care îl are prezența creaturilor extraterestre asupra societății umane și modurile în care războiul este paradoxal o piedică în calea civilizației și, în același timp, un catalizator pentru progresul civilizației.
O atenție deosebită este acordată dilemei profunde cu care se confruntă evreii atât în Polonia, cât și în Palestina. Invadatorii, prin debarcarea lor pe planetă în 1942, opresc Holocaustul în curs și închid Auschwitzul pentru care evreii ar trebui să fie recunoscători, dar colaborarea lor cu invadatorii reptilieni i-ar face pe evrei trădători ai umanității.